# (8056) Tieck
Pour les articles homonymes, voir Tieck.
(8056) Tieck est un astéroïde de la ceinture principale, nommé d'après le romantique allemand Ludwig Tieck en 1999.

## Description
(8056) Tieck est un astéroïde de la ceinture principale. Il fut découvert le 24 septembre 1960 à l'observatoire Palomar par Cornelis Johannes van Houten, Ingrid van Houten-Groeneveld et Tom Gehrels. Il présente une orbite caractérisée par un demi-grand axe de 2,56 UA, une excentricité de 0,21 et une inclinaison de 7,0° par rapport à l'écliptique.

## Compléments